# Hyloscirtus phyllognathus
Espèce
Synonymes
- Hyla phyllognatha Melin, 1941

Statut de conservation UICN

 LC  : Préoccupation mineure
Hyloscirtus phyllognathus est une espèce d'amphibiens de la famille des Hylidae.

## Répartition
Cette espèce se rencontre entre 410 et 2 190 m d'altitude, :
- en Colombie sur le versant amazonien de la cordillère Orientale ;
- en Équateur le long du versant oriental des cordillère Orientale ;
- au Pérou dans les régions de Cuzco, de Junín, de San Martín, de Pasco et d'Ucayali.

## Publication originale
- Melin, 1941 : Contributions to the knowledge of the Amphibia of South America. Göteborgs Kungliga Vetenskaps och Vitter-Hets Samhalles Handlingar, vol. 88, p. 1–71 (texte intégral).